# Drágffy János

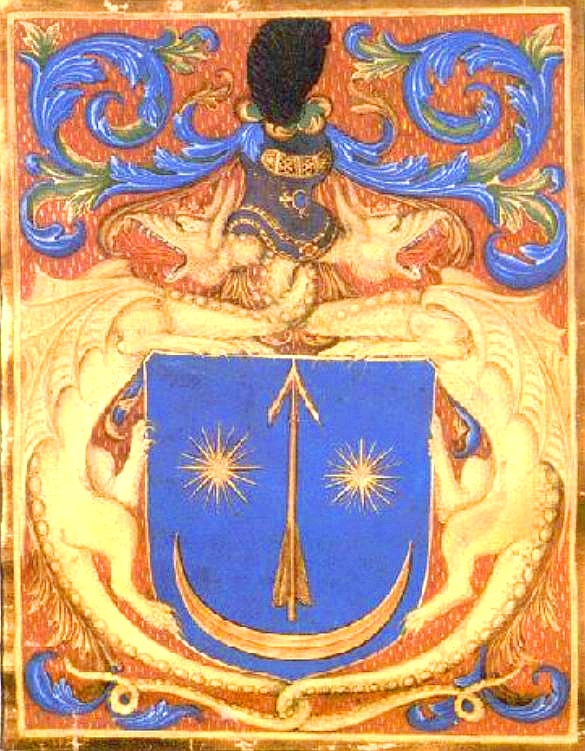
bélteki Drágffy György és testvére Drágffy János 1507. március 28-án Budán II. Ulászló magyar királytól kapott bárói rangot és ezt a címert

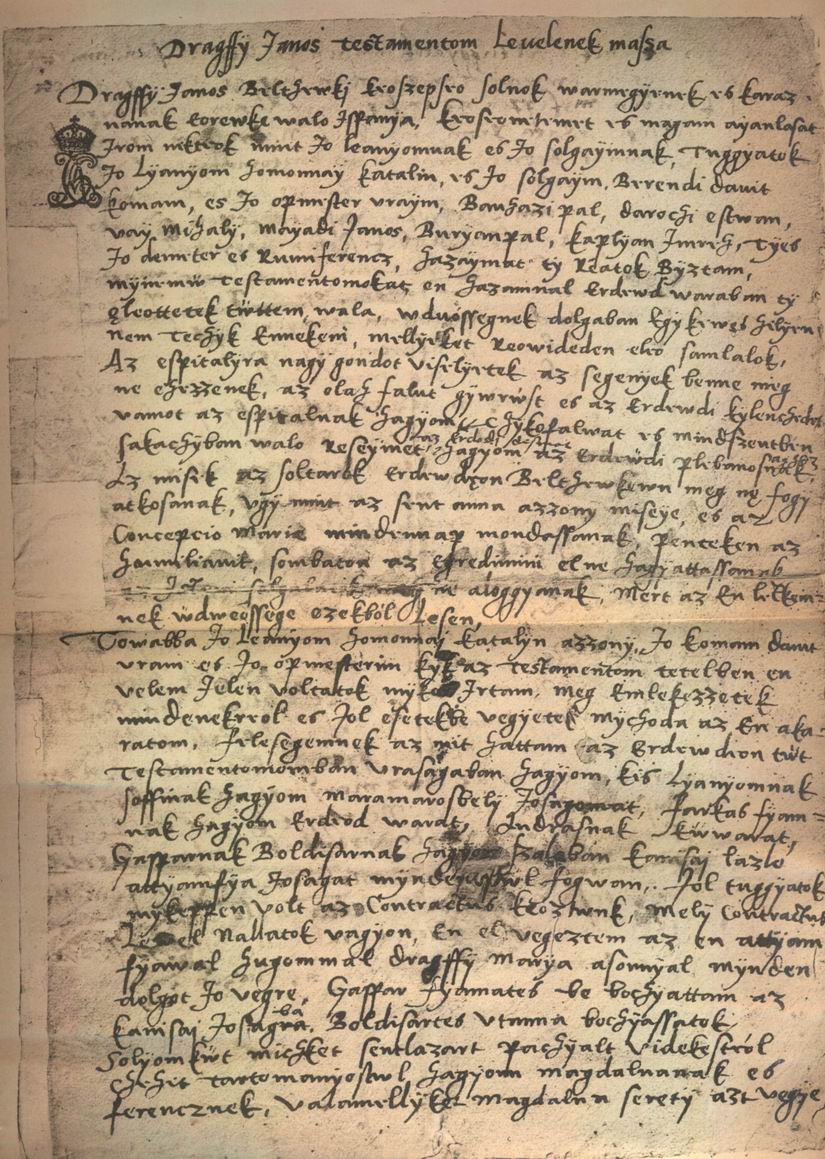
Drágffy János országbíró 1526. augusztus 27-én, Mohácson kelt végrendelete.

Bélteki Drágffy János másutt Drágfi (? – Mohács, 1526. augusztus 29.) Magyarország országbírója 1525 és 1526 között.

## Élete
A Drágffy család tagja. Édesapja Bélteki Drágffy Bertalan erdélyi vajda volt, aki Hédervári Dorottyát vette feleségül. Egy fiútestvére volt.
1507-ben II. Ulászló királytól kapott örökös báróságot, s feleségül vette Drugeth Katalint, akitől három gyermeke, egy fiú és két lány született. 1508-tól Ulászló pohárnokmestere volt, amely tisztségét 1513-ig látta el. Rendkívül művelt főúr volt, kapcsolatban állt a gyulafehérvári humanista körrel. 1514-ben részt vett a Dózsa György vezette parasztháborúban a parasztok ellen. Heves vármegyében, Debrő közelében vereséget mért egy parasztseregre és ő verte Lőrinc pap hadát Kolozsvárnál. Nem sokkal a parasztháború leverése után Rómába küldték X. Leó pápához, a török-elleni segítség ügyén.
1518-ban megkapta a főtárnokmesteri címet és így volt tagja egy újabb római küldöttségnek 1521-ben, amikor is kitört a magyar-török háború. A Nándorfehérvár visszafoglalására készülő II. Lajos király megparancsolta neki, hogy Báthory István nádor hadát ő vezesse a batai táborba, mivel Báthory nem akart Szapolyai János erdélyi vajdával közösen hadakozni.
1522-ben Nürnbergben járt egy másik magyar küldöttséggel V. Károly német-római császárnál, ahol a törökök elleni háborúhoz tizenhétezer katonát kértek a német fejedelmektől, de csak háromezret irányítottak Magyarországra.
1525 júliusában a Hatvanban tartott országgyűlésen országbíróvá választották, noha II. Lajos ennek megtartását megtiltotta.
Részt vett a mohácsi csatában, ahol az ország zászlaját vitte. A harcban ő is életét vesztette és a zászló is odalett.
Hagyatékában maradt levelei és egyéb iratai, a magyar nyelv legkorábbi levéltári emlékeihez tartoznak. A birtokához tartozó Szilágycsehben ő építtetett templomot.

## Dokumentum
1525. február 15., Buda
Drágffy János temesi ispán VII. Kelemen pápának Segr. Stato, Principi, 3, f. 35.
Legszentebb főpap urunknak, legkegyelmesebb uramnak
Legboldogabb atya és úr, nekem legkegyelmesebb uram!
Szentségtek lábának csókolása és szolgálatom alázatos ajánlása után. Bízva abban az egyedülálló jóságban, amellyel engem valamikor, amikor a Városban zarándoklás végett voltam, Szentségtek kísért, megkértem ezt a barátomat, a királyi követ urat, hogy Szentségtekhez a nevemben egy nem igazán nagy dologért (amit mégis én Szentségtektől elérni legfőképpen kívánok) esedezzék. Esedezem tehát a legalázatosabban Szentségtekhez, legkegyelmesebb uramhoz, méltóztassék azzal kapcsolatban kéréseimet meghallgatni. Szentségtek kegyébe legalázatosabb szolgálatomat esedezve ajánlom. Szentségteket Isten épnek és sértetlennek őrizze.
Budán, február 15-én, az Úr 1525. évében.
Szentségtek hű nagyságos Drágffy Jánosa, temesi ispán, a magyar királyság főembere és bárója tulajdon kezével
A temesi ispánnak Budán, 1525. február 15-én kelt levele magyarul.
1525. 15. Februarii, Budae
Johannes Drágffy comes Themesiensis Clementi papae VII. Segr. Stato, Principi, 3, f. 35.
Sanctissimo domino nostro pontifici maximo, domino meo clementissimo
Beatissime pater et domine, domine mihi clementissime!
Post oscula pedum Vestre Sanctitatis et mee servitutis humilem commendacionem. Confisus in illa singulari benignitate, qua me aliquando, dum in urbe peregrinandi gracia essem, Vestra Sanctitas fuit prosequuta, rogavi hunc amicum meum, dominum oratorem regium, ut Vestre Sanctitati nomine meo pro re non valde quidem magna (quam tamen ego a Vestra Sanctitate consequi summopere desidero) supplicaret. Supplico igitur humillime Vestre Sanctitati, domino meo clementissimo, dignetur in eo preces meas exaudire. In cuius graciam servitutem meam humillimam supplex commendo.
Quam Deus salvam et incolumem conservet.
Bude XV Februarii, anno Domini 1525.
Eiusdem Sanctitatis Vestre fidelis magnificus Johannes Dragffy, comes Themesiensis, primas et baro regni Hungariae manu propria
A temesi ispánnak Budán, 1525. február 15-én kelt levele latinul.